# 千原英喜
千原 英喜（ちはら ひでき、1957年11月15日 - ）は、日本の作曲家。福井県武生市出身で、現在は兵庫県西宮市在住。

## 略歴
東京藝術大学音楽学部作曲科卒業、同大学大学院修士課程修了。間宮芳生、小林秀雄に師事した。
日本音楽コンクール第2位（芸大在学中）、トリエステ市賞、グィード・ダレッツォ国際合唱コンコルソ入賞(現在も邦人最高位)、カール・マリア・フォン・ウェーバー作曲賞、吹田音楽コンクール作曲部門最優秀賞、笹川賞創作曲コンクール合唱部門第1位(1986年)など、国内外における受賞歴を持つ。1990年代末から合唱作品で注目されはじめ、NHK全国学校音楽コンクール課題曲作曲家にも選ばれている。

## 作風
日本の伝統音楽や古典に取材し、それを西洋の音楽（特にキリスト教の聖歌）と結びつけることが特徴の一つである。「音楽は時空を超えて」を銘に、主に以下の4つの事柄を柱にした作曲活動を行っている。
- 日本人のアイデンティティ = 古典伝統素材の和風もの。
- 東西の祈りの普遍性 = キリスト教聖歌や切支丹もの。
- 日本の歌ごころ = POP/演歌な歌謡性。
- Classic Transcription = クラシック曲の合唱アレンジ編作。

たとえば、最も古い合唱作品である「志都歌」は、『古事記』をテキストにして、日本の雅楽や催馬楽などと西洋のルネサンス音楽を結びつけたものである。師の間宮芳生譲りの土俗性を浄化させた作風は器楽作品でも顕著であり、ヴィオラとピアノの為の「祭文」のようにエンターティナーとしての一面も見せるなど範囲の広い創作を展開している。もっとも、間宮は現地へ赴いて自ら踊ったり、土俗的な風土を感じたりして音楽をそこから引き出すのに対して、千原は自らの持つ美意識や音の調和に日本的なものを引き込み、作曲の手法は間宮とは違った面を持つ。師の間宮と同様に、ピアノにも造詣が深い。
2007年より大阪コレギウム・ムジクムがCD『千原英喜全集』を録音・販売しているほか、黒川和伸による歌曲などを集めた個展や、男声合唱団音空（2016年4月開催）・合唱団京都エコー（2016年9月開催）などの個展が行なわれている。
現在出版されている作品の多くは合唱曲であるが、千原自身は合唱の経験は芸大の副科のみであり、同級生からも「器楽曲の作曲をしている人だろうと思っていた」と言われるほど、芸大時代までは器楽曲の作曲が先行し日本音楽コンクールのデビュー曲も器楽曲である。しかし、「日本らしい曲を書きたいとずっと思ってて。」「声楽曲なら日本語でたくさん古典の作品があるし、そこからアプローチしようと。テキストからすっと入っていけて、それが楽しくなっちゃった。」として合唱曲に転じることとなった。それらの作品は全音楽譜出版社より出版されている。

## 主要作品

### 管弦楽曲
- 弦楽のためのシンフォニア第1番《天地紋様》
- 弦楽のためのシンフォニア第2番《CANTUS SPIRITUS》
- 弦楽のためのシンフォニア第3番《星乃音取》

### 合唱曲

#### 混声合唱
- 混声合唱のための「唱歌（しょうが）」
- 混声合唱のための「おらしょ」
- 二群の混声合唱のための「阿知女作法（あちめのわざ）」
- 混声合唱とピアノのための「銀河の序」
- マリア・オリエンタリス [東方のマリア] 〜混声合唱のための5つの聖母賛歌〜
- 混声合唱のための「どちりなきりしたん」
- 猿楽談義《翁》/淀川三十石舟唄
- 「冬の旅」無伴奏混声合唱版
- 混声合唱のための「ラプソディー・イン・チカマツ/南京玉簾」
- 混声合唱のための「レクイエム」（人麻呂と古代歌謡、ミサ典礼文による）
- 混声合唱のための「ある真夜中に」
- 混声合唱組曲「明日へ続く道」
- お伽草子
- 古の君へ（混声）
- 混声合唱とピアノのための「良寛相聞」
- 混声合唱のための「コスミック・エレジー」
- 混声合唱組曲「月天子」
- 混声合唱のための「竹取物語」
- 混声合唱のための楽興の時「枕草子」
- 平家物語による混声合唱のためのエチュード「那須与一」
- 混声合唱とピアノのための組曲「雨ニモマケズ」
- 混声合唱のための「きりしたん 天地始之事」
- 混声合唱のための「方丈記」
- 混声合唱のための小倉百人一首より「歌垣」
- 混声合唱のための「ヨハンネス福音之傳」
- 国来、国来よ 〜出雲国引き伝説による混声合唱のために〜
- 混声合唱組曲「あなたにあいたくて生まれてきた詩」
- 混声合唱のための「天草雅歌〈第一集〉」
- 混声合唱のための「無伴奏混声合唱のための「梁塵秘抄五題」
- 混声合唱とピアノのための「梁塵秘抄 KOYANAGI」
- 混声合唱のための「Agnus Dei＝空海・真言・絶唱」

#### 女声合唱
- 「三つの女声（児童）合唱曲」（志都歌/二つの御田植歌/だんじゅかりゆしや）
- 春のヴァリアンテ
- 女声合唱とピアノのための組曲「ある真夜中に」
- 女声合唱とピアノのための「良寛相聞」
- 国来、国来よ 〜出雲国引き伝説による女声合唱のために〜
- 女声合唱のための「ヨハンネス福音之傳」（未出版）
- 女声合唱とピアノのための組曲「みやこわすれ」
- 児童・女声合唱組曲「ちゃんがちゃがうまこ」
- 古の君へ（女声）

#### 男声合唱
- 男声合唱のための「東海道中膝栗毛」
- リグ・ヴェーダ《宇宙創造の賛歌》
- 男声合唱のためのCanticum Sacrum 第1集・第2集
- 荘厳［光にむかって］ラテン語聖歌による男声合唱のために
- ある真夜中に
- 国来、国来よ 〜出雲国引き伝説による男声合唱のために〜